# جوشوا وايت
جوشوا وايت (بالإنجليزية: Joshua White)‏ هو شخصية أعمال وسياسي أمريكي، ولد في 15 فبراير 1814، وتوفي في 16 يوليو 1890. انتخب عضو مجلس نواب إلينوي.